# Historia de Cúcuta

## Época precolombina

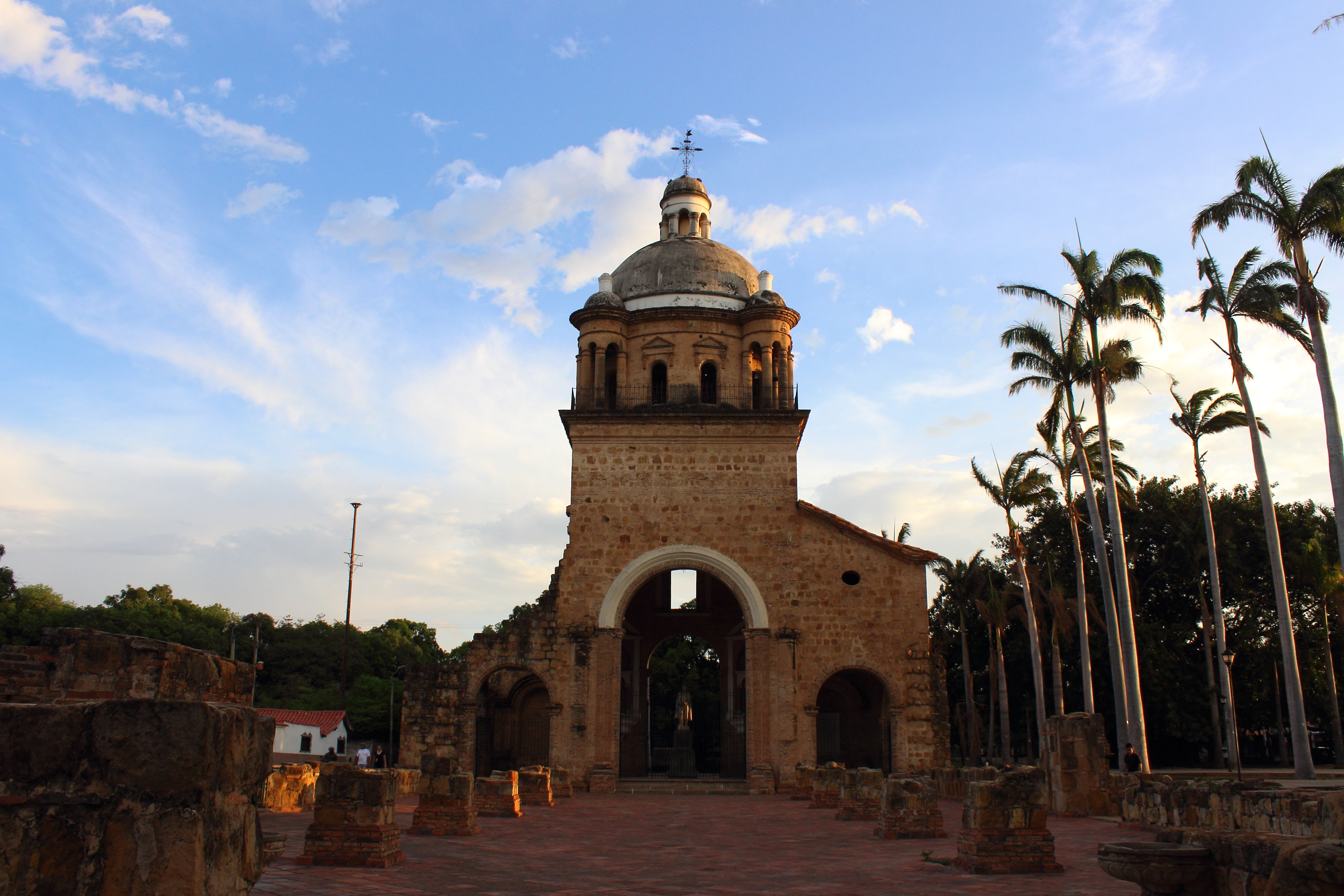
Congreso de 1821, realizado en el municipio vecino de Villa del Rosario, en el cual se creó la Gran Colombia.

Durante el período precolombino, el área que actualmente ocupa Cúcuta estuvo poblada por indígenas Chitareros y Motilones, pertenecientes a la familia lingüística Chibcha y de ascendencia caribeña. Las tribus se caracterizaban por tener costumbres nómadas y practicaban la agricultura y la artesanía. Estos pueblos indígenas se asentaron en las riberas de los ríos Zulia, Tarra, Sardinata, Catatumbo, Pamplonita y Táchira.

## Conquista
Con la llegada de conquistadores a continente americano, el primer europeo que pisó el territorio de norte de Santander fue el alemán Ambrosio Alfinger, quien en 1530 salió de Santa Ana de Coro (Venezuela) (fundada el 26 de julio de 1527 por el español Juan de Ampíes), acompañado de 200 españoles y alemanes, apoyados por una tropa de 1000 esclavos e invadió el territorio oriental inexplorado de la recién creada gobernación de Santa Marta. Alfínger, en busca de El Dorado, llegó al área de acentamientos indígenas llamada Tamalameque, a orillas del Río Magdalena donde mantuvo enfrentamientos y sometió a varias tribus, devastándolas como el caso de la tribu de la nación Chimila. Luego siguió a Girón, en Santander), recorrió de sur a norte la Provincia de Ocaña y regresó luego al Norte por los Páramos de la extincta Provincia de Pamplona para ir a morir a Chitacomar en las afueras del actual municipio de Chinácota, en un combate con los indios Chitareros. Muerto Alfínger, Fedro de San Martín tomó el mando de la tropa y con ella regresó a Coro pasando por el territorio de Cúcuta.
El 1541 el español Hernán Pérez de Quesada, llegó hasta el territorio de Chinácota, pero tuvo que regresar el mismo año debido a la resistencia de los indígenas. Poco después, Alfonso Pérez de Tolosa, salido del Tocuyo en Venezuela, llegó hasta Salazar de Las Palmas, pasando por Cúcuta, pero también tuvo que regresar después de perder mucha gente en enfrentamientos con los nativos.
En 1549 otra tropa de españoles, comandada por Pedro de Ursúa y Ortún Velasco, tenientes de Quesada, invadieron el territorio del Norte de Santander actual y el mismo año llegaron a los valles de Pamplona, donde en recuerdo de Pamplona de España fundaron la ciudad que llamaron de Nueva Pamplona, fundación que pronto atrajo numerosos pobladores por la bondad del clima y por las riquísimas minas de oro que se descubrieron en la región. De allí salieron después las expediciones que completaron la conquista del actual territorio del Norte de Santander.
La primera expedición comandada por don Diego de Montes, fundó en 1553 la población de Salazar, que al poco tiempo fue destruida por el Cacique Cínera, o según una tradición por su hija Zulia. En 1583 la reedificó don Alonso Esteban de Rangel, bisabuelo de la fundadora de Cúcuta, en sitio más apropiado para la defensa en caso de nuevos ataques de los indios.
La segunda la comandó el capitán don Francisco Fernández de Contreras, quien llegó hasta las tierras de los indios Hacaritamas, y el 26 de julio de 1572 fundó la ciudad de Ocaña que el fundador llamó Santa Ana de Hacarí, mientras que algunos de sus compañeros la apellidaban Nueva Madrid, y otros Santa Ana de Ocaña. Antonio de Orozco, subalterno de Fernández, fundó al año siguiente a Teorama, en tanto que los Frailes Agustinos fundaron un convento en lo que hoy es la población de Chinácota y los conquistadores se dividían las tierras y los indios que la habitaban.

## Fundación de la Ciudad
Cúcuta fue fundada el 17 de junio de 1733 por Juana Rangel de Cuéllar con el nombre de San José de Guasimales en lo que fue un asentamiento indígena dado en Encomienda por Pedro de Ursúa a Sebastián Lorenzo en 1550. Juana Rangel de Cuellar donó 782 hectáreas para fundar la ciudad construyendo una iglesia y una plaza para que familias españolas se establecieran en lo que es hoy el barrio San Luis.

## SigloXIX

### Batalla de Cúcuta

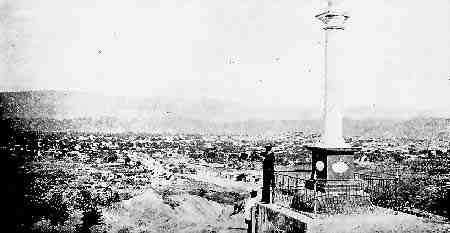
Monumento a la Batalla de Cúcuta.

La Batalla de Cúcuta fue uno de los hechos más importantes del siglo XIX ya que encuadra en el marco de la Independencia de Colombia. Dio inicio a la Campaña Admirable de Simón Bolívar. Comenzó a las 9 de mañana del 28 de febrero de 1813 y terminó al mediodía.
Los combatientes: 400 hombres al mando de Simón Bolívar y 800 a órdenes del general español Ramón Correa.
El coronel Simón Bolívar, emprendió una gran ofensiva contra las fuerzas españolas de la margen oriental del Río Magdalena y rápidamente logró resonantes triunfos que le llevar a realizar una jornada para liberar los Valles de Cúcuta en poder de los realistas a mando del coronel Ramón Correa. El 28 de febrero de 1813, domingo de carnaval, Correa asiste a misa muy de mañana, mientras las tropas de Bolívar, desde el alba de este histórico día, se movilizaban por las colinas occidentales que dominan la Villa de San José de Cúcuta. Avisado Correa parte al encuentro de los patriotas con más de 800 hombres bien provistos. Se sitúa a tiro de fusil de las colinas que ocupan los insurgentes y comienza la acción guerrera. Una partida de 100 fusileros del Rey intenta dominar el flanco derecho del ejército de Bolívar, pero un cambio rápido de posición deja sin efecto el movimiento. La lucha es encarnizada y reñida. Lleva cuatro horas sin decidirse, pues el combate ha comenzado a las nueve de la mañana y solo hasta la una de la tarde una carga a punta de cuchilla, pata, puño y tierra por los ojos 
ordenada por Bolívar dio la victoria a los patriotas. Correa entonces, emprende la retirada hacia San Antonio del Táchira y luego a La Grita con sus tropas diezmadas.
Bolívar y sus tropas entran a Cúcuta vencedores y en el cuartel general de Cúcuta liberada, a las tres de la tarde del mismo día triunfal 28 de febrero de 1813, el caudillo de la Independencia da el parte de la victoria. La Batalla de Cúcuta tuvo un balance de bajas de 2 muertos y 14 heridos de las tropas libertadoras y 20 muertos y 40 heridos de las tropas realistas.
Tras el conflicto los patriotas y simpatizantes de la causa de la Emancipación llenos de regocijo, celebran entusiasmados y felices la liberación de Cúcuta, cooperando abiertamente con Bolívar.
Mercedes Reyes, decidida partidaria de la libertad de su patria, al tener noticias del triunfo de Bolívar, se apresura a manifestar su complacencia por tan señalada victoria. Como habitualmente residía en su predio de Urimaco, prontamente se traslada a la Villa y ofrece al coronel Bolívar bordarle una casaca para lucirla en sus acciones guerreras de la Campaña Admirable que liberará del dominio español a Venezuela.

### El terremoto de Cúcuta
También conocido como el terremoto de Los Andes, ocurrió el 18 de mayo de 1875 a las 11:15. Destruyó por completo a Cúcuta, Villa del Rosario, y a las municipios venezolanos de San Antonio del Táchira, y Capacho. También causó graves daños en San Cristóbal, La Mulata, Rubio, Michelena, La Grita, y en la actual Panamá, concretamente en la ciudad de Colón entre otras. Fue sentido en Bogotá y Caracas.
Acerca en el número de víctimas hay algunas exageraciones, algunos dicen que hubo unos 2.000, otros dicen que la lista de muertos en solo Cúcuta era de 900 a 1.000. Sin embargo el número de cadáveres sacados de las ruinas y contados fueron: 253 hombres y 208 mujeres con un total de 461.

### Revolución industrial
Ferrocarril de Cúcuta
A finales del siglo XIX, la Revolución industrial llega a la ciudad con la construcción del Ferrocarril. Se dividía en cuatro partes; Norte, Oriente, Sur y Occidente.
- Norte: su construcción comenzó en 1878 y se terminó diez años después. Conectó Cúcuta con Puerto Santander y fue de carácter internacional, pues se conectó con Venezuela.
- Oriente: su construcción comenzó en 1893 extendiéndose hasta el Río Táchira.
- Sur: su construcción comenzó en 1921, conducía a Pamplona, pero solo llegó al sitio denominado El Diamante
- Occidente: pretendía llegar hasta Tamalameque, no pudo concretarse por razones económicas.

La compañía fue liquidada en 1960.

## Guerra de los Mil Días
La Guerra de los Mil Días fue una guerra civil que devastó a Colombia y Panamá entre 1899 y 1902. La situación general en Colombia era de crisis econónica porque los precios internacionales del café habían caído drásticamente y el gobierno conservador se había debilitado debido a que el presidente Manuel Antonio Sanclemente estaba demasiado viejo y enfermo para gobernar. Las diferencias políticas eran abismales y sectores radicales de ambos partidos armaron ejércitos para combatir. Los conservadores contaban con las Fuerzas Militares y elementos paramilitares, mientras que los liberales operaban como guerrillas. 
Cúcuta entró a jugar un papel importante debido a que su población era de mayoría Liberal y muchos se habían radicalizado contra el gobierno conservador. La población fue atrincherada y sitiada por los liberales radicales esto ocurrió entre el 11 de junio y el 15 de julio de 1900 nada entraba pero tampoco salía de la ciudad todo era caos, desolación y muerte. 

### Causas del sitio
Una vez terminada la batalla de Palonegro y derrotados los revolucionarios, el general Próspero Pinzón reunió en Bucaramanga su Estado Mayor para elegir el General más destacado y encargarle el mando de las tropas que deberían ir a Cúcuta, a develar las fuerzas revolucionarias que ocupaban dicha plaza, desde que el grueso de la revolución había pasado a Palonegro. Se nombró al general Ramón González Valencia para esta misión.
Mientras, en Cúcuta se encontraba el general Benjamín Ruiz al mando. Este había llegado aquí debido a que cuando el general Herrera y el General Uribe marcharon con sus ejércitos revolucionarios desde Cúcuta hacia Palonegro, quedó encargado de la defensa de aquella plaza el General Rafael Camacho L. con 600 hombres mal equipados. Debido a una grave enfermedad de éste, fue reemplazado por el general Ruiz. Este era de raza negra, natural de Panamá, médico graduado en París, compañero del General Cipriano Castro en sus campañas para llegar a la Presidencia de Venezuela, y quien luego de llegar al poder lo nombró presidente del Estado del Zulia. El general Ruiz fue el encargado de traer a la revolución Colombiana pertrechos y soldados de parte del General Castro.
El general Ruiz al mando de la ciudad, debió enfrentarse ante los gobiernistas quienes pretendían reivindicar bajo su mando.

### Efectivos gobiernistas
Los efectivos que defendían el gobierno y que van al sitio de Cúcuta fueron los sobrevivientes de Palonegro excepto las guarniciones de Bucaramanga y Pamplona, y la división que se dejó a órdenes del general Próspero Márquez para ir a Cáchira e impedir al ejército del general Uribe, que andaba en Abrego, se dirigiera a Cúcuta y prestará ayuda a la revolución.
Las divisiones completas que actuaron directamente fueron: la 3.ª al mando del general Aurelio Parra, con sus batallones Cúcuta, Chinácota, Páez, Pamplona, Pamplonita, Gramalote, Patriota, Canal, Arboledas No 1, Arboledas n.º 2, Girardot, Silos, Rifles, Toledo y Sucre. También concurrió la 10.ª división al mando del general Manuel Medina.
El batallón Cúcuta, al mando de los generales Luis y José María Morales Berti, ocupó la asa de Tulia Echeverría en el sitio denominado- “El Cocal” o sea al norte de la ciudad, avenida 5.ª con la calle 7.ª• A este batallón perteneció el mayor Lucio Andrade Berti, quien se fugó de las trincheras para ingresar a las fuerzas gobiernistas. El batallón Casabianca se atrincheró en el Hospital San Juan de Dios, entre las avenidas 1.ª y calles 12 y 13. El batallón Gramalote se situó en la casa del crucero de la avenida 4.ª con calle 13.

### Efectivos revolucionarios
El general Ruiz pasó la frontera portando 500 rifles Mannlicher de 10 tiros cada uno, y otros armamentos traídos de Venezuela. Entre los oficiales que traía estaban Rafael Oquendo, los capitanes Ibarra, Blasco, Valbuena, Besson Y Marchena. Por tanto las fuerzas que resistieron el sitio de Cúcuta llegaron a 1.200 hombres, contando los 600 que dejó en armas el general Vargas Santos, jefe supremo revolucionario, los 500 venidos de Venezuela con el general Ruiz, y 100 civiles que se reclutaron para entrenarlos mientras empezaba el sitio.
El general Ruiz dividió su gente en dos Brigadas, y encargó del mando de la Primera al coronel Juan Francisco Garay, y de la Segunda al coronel Manuel Valero. Nombró jefe de Estado Mayor al coronel Aníbal Meléndez, y los aseguraban los coroneles Enrique Valencia, Eleázar Guerrero, Pedro Duarte, Arturo Ramírez Materos y Pedro Rarigel. Otros oficiales revolucionarios de diferente graduación fueron: Emilio Quintero, Abelardo Madariaga, Renato Rangel, Salvador López, Víctor M. Llanos, Ramón Arenas, José Moyano, Fructuoso Soto, Daniel Hernández Villamizar, Luis Garbiras, Rodolfo Garbiras, Luis Arámbula y uno de los hermanos Ararat. 

### Hechos
Una vez el general Benjamín Ruiz se encontró guarnecido en la ciudad de Cúcuta se dispuso a buscar el modo de lograr una larga resistencia contra los conservadores. Para ello la idea fue de construir trincheras en las bocacalles y así resistir el enemigo. Es esta táctica la que procuró el llamado sitio de Cúcuta. Se vio un pueblo luchando contra dos fuerzas: la de los revolucionarios que los encerraban y la de los gobiernistas que los asediaban junto con los rebeldes. 

### Trincheras
Estas fueron construidas a cada dos cuadras de las cuatro esquinas del par - que Santander yen las bocacalles intermedias. El arquitecto que diseñó estas fuertes defensas fue el Doctor José Jacinto Manrique. 
Según la descripción de Guillermo Solano Benítez las trincheras ocupaban el ancho de una calle, o sea 16 metros, e iban de una esquina a la vecina; tenían forma de arco elíptico, a fin de asegurar puntería por el frente y a izquierda y derecha; consistían en durmientes o traviesas de los usados en la construcción de vías férreas, de más de dos metros de largo, tendidos horizontalmente sobre el suelo, espaciados 8 dm; sobre ellas se tendió un emparrillado de alambre de púas, de hebras tupidas, de modo que era imposible que el enemigo pisase sobre ellos, porque en - redaban y despedazaban los pies de quien se aventurase a pasarlas. Hacia el fondo de este emparrillado en su parte de adentro se elevaron verticalmente en el suelo durmientes consecutivos, que también se cubrían de alambre; y en varias trincheras, las más importantes, se pusieron refuerzos de rieles de ferrocarril, y sobre ellos se elevaron nuevas traviesas, quedando el atrincheramiento con dos plantas, lo que permitía doble línea de tiradores. La primera línea era la del duelo en la cual se ocultaban los soldados hundiéndose en fosas cavadas al pie de durmientes.

#### Localización
Las 17 trincheras construidas por los revolucionarios se encontraban localizadas del siguiente modo:
1. Entre las dos esquinas de la calle 12 con avenida 3.ª al frente del Parque Colón (llamada Plazuela del Carmen).
2. Entre las dos esquinas de la calle 11 con avenida o a noroeste.
3. Entre las dos esquinas de la calle 10 con avenida 3.ª al noroeste Tienda “ La Roca” ).
4. Entre las dos esquinas de la avenida 5.ª sobre la calle 8.ª ( Esquina de la Familia Viccini Armas ) ( Boca calle sur ).
5. Entre las dos esquinas de la avenida 6.ª sobre la calle 8.ª (Esquina de la Familia Ramírez Berti ) ( Boca calle sur ) ( Avenida de paso del tren ).
6. Entre las dos esquinas de la avenida 6.ª sobre la calle 8.ª Esquina de la antigua oficina del Ferrocarril de Cúcuta
7. Entre las dos esquinas este de la calle 8.ª sobre la avenida 8. ( Esquina noroeste del parque Mercedes Abrego, casa de don Aristides García Herreros ).
8. Entre las dos esquinas este de la calle 9.ª sobre la avenida 8.ª Esquina sureste del Parque Mercedes Abrego, casa de las señoritas Eva y Ascensión Briceño).
9. Entre las dos esquinas Este de la calle 10.ª sobre la avenida 8.ª (Antiguo centro de diversión llamado “La India”).
10. Entre las dos quinas Este de la calle 11 sobre la avenida 8.ª llamada” Puerto Arturo “, frente a la casa de la señora Rosa Espitia ).
11. Entre las dos esquinas Este de la 12 sobre la avenida 8.ª• Esquina de la casa de don Salomón Ramírez).
12. Entre las dos esquinas Norte de la avenida 7.ª sobre la calle 13. Esquina de la casa de Jesús Gutiérrez).
13. Entre las dos esquinas Sur de la avenida 6.ª sobre la calle 13 y 14 Esquina de la antigua cervecería de Santander).
14. Entre las esquinas Sur de la avenida 5.ª sobre la calle 13 (Casa del Presbítero Marcos Hernández).
15. Entre las esquinas Sur de la avenida 4.ª sobre la calle 12 (Casa de Florentino González).
16. Entre las esquinas Sur de la avenida 5.ª sobre la calle 11 frente al parque Santander.[7]

### Iniciación
“El día 11 de junio de 1900 quedaron terminadas las trincheras y por tanto encerrado el centro de la ciudad. Pero antes del cierre se hizo salir de ella el mayor número de familias que en nutridas caravanas tomaban el camino de la frontera con Venezuela, especialmente las de filiación liberal, pues a las conservadoras se les negaba el requerido” salvoconducto” para abandonar la ciudad.
El 12 de junio las fuerzas gobiernistas se presentaron por el sur de Cúcuta, en número de unos 6.000 soldados, acampando en las veredas de” El Pórtico “ y “ La Vega “. La entrada se hizo por las vías de “ El Resumen” y de “Los Vados “ las cuales concurren el Puente de San Rafael. Las manzanas situadas al sur de la ciudad y fuera de las trincheras fueron ocupadas rápidamente y sin esfuerzos por el gobierno, hasta aproximarse a las trincheras y ocupar las casas vecinas frente a ellas, aspillerando las paredes para asegurar la puntería. El cerco se produjo distribuyendo los batallones en contorno de la ciudad rodeada de trincheras . De este modo la revolución tuvo que atender a muchos frentes, pues las trincheras, eran muchas, y extenso el perímetro de la línea defendida. El gobierno escogió como sitio estratégico para la artillería una eminencia al sur de la ciudad conocida con el nombre de” Piedra del Galembo “. Desde allí operaba el general Juan Francisco Urdaneta, con sus cañones y su batallón. Los objetivos principales eran la torre de San José, vuelta un cendal por las granadas, y el fortín de la avenida 6 arriba de la calle 13.
El coronel Juan Francisco Garay, jefe de la 1.ª Brigada, acompañado del comandante segundo Ruiz y sus oficiales, hizo una salida del fortín, para tomarse por asalto la Artillería, pero fue inútil su intento y varias las pérdidas que sufrió. Salidas semejantes se hicieron de otras trincheras pero ante los rechazos experimentados y lo infructuoso de los intentos, la Revolución optó por reducir su resistencia dentro de las trincheras, circunscrita la lucha a las casas y paredes que exteriormente rodeaban las trincheras , se combatió durante tres semanas, teniendo de por medio Solamente el ancho de las calles.
Así se explica el estado de destrucción en que quedaron las casas y edificios y que muestran las fotografías que publicamos. Durante todo el asedio se practicó el bombardeo desde” La Piedra del Galembo” sobre la torre de la Iglesia de San José, puertas de su campanario. La solidez de esta torre quedó demostrada en el sitio, pues no obstante el sinnúmero de impactos, no fue derrumbada. Al bombardeo de la torre respondieron seis oficiales mandados por el Mayor Abelardo Madariaga, quienes cumplieron su doble misión de atalayas y de tiradores, pues mediante el teléfono instalado interiormente mantenían al estado Mayor al corriente de los movimientos del enemigo, y se contestataban con disparos de manlincher a las granadas de la artillería gobiernista. Esos oficiales eran: Roberto Marín, Fructuoso Soto, Francisco Márquez, un joven Ruiz de Santiago y dos más de Ocaña, de apellidos Niño y del Real. Algunas mujer del pueblo subían a la torre para llevarles café y municiones, destacándose entre ellas una muy varonil llamada Carmen Jaimes.

### Toma de rehenes por la revolución
Temerosa la revolución de que la ciudad fuese tomada y destruida a sangre y fuego, el general Ruiz dio la orden de que las señoras conservadoras que residieran fuera de las trincheras o dentro de ellas fueran recluidas en casas honorables en calidad de rehenes. 
Parte de las familias que fueron aprehendidas se habían concentrado en las casas de doña Juana Mora de Riedel ( madre de Mariana Riedel de Hernández ) y de doña Victoria de Berti. Estas casas situadas en la avenida 6.ª con calles 7.ª y 8.ª, se comunicaban interiormente por sus sol res. La familia Jordán, que también fue detenida, habitaba fuera de trincheras en la avenida 4ª con calles 14 y 15.
Las prisioneras fueron conducidas a las casas de reclusión sin permitírseles, llevar nada consigo, pues el sargento y su escolta encargados de ejecutar la detención manifestaron tener orden de conducir solamente sus personas. Pero al día siguiente el señor José Ignacio Vargas Vila y el coronel Manuel Valero les permitieron hacer traer de sus casas las prendas y enseres de uso personal, lo mismo que artículos alimenticios. La provisión de vinos, rancho, uvas, dulces, etc. se hizo del Almacén del general conservador don José Agustín Berti.
Las familias prisioneras como consecuencia de la prolongación del sitio donde pesaron a experimentar los sufrimientos del asedio, del encierro, de la alimentación escasa e inadecuada, y lo que fue más grave, la acción de las enfermedades. En ellas como en todos los sitiados, hacían estragos el tifo, la disentería y la viruela. Dn. Luis Febres Cordero y Dn. Julio Ferrero agonizaban y recibían los últimos auxilios cristianos de defunción. Aterradas y desesperadas con tal situación se dirigieron por escrito al general González Valencia pidiéndole interceptara el agua de la toma que proveía a Cúcuta para que la falta de este elemento vital obligase a la revolución a desocupar la ciudad. Pero el general González Valencia no quiso tomar aquella medida, precisamente por consideración con las señoras prisioneras”

### Prolongación del sitio
“Corría la quinta semana del sitio y la rendición de la ciudad no se obtenía, firme como estaba el general Ruiz en resistir hasta el fin sin omitir sacrificio.
Finalmente el 13 de julio de 1900 se inició el asalto a las trincheras: el batallón Casabianca irrumpió del Hospital de Caridad, atravesó el parque Colón y en forma incontenible se lanzó sobre la trinchera de la avenida 3.ª con calle 12, llegando su arrojo temerario a disparar por encima de las alambradas, mientras otros cortaban a machete las hebras de alambre. La mortandad fue terrible de parte y parte, pero el abordaje de la trinchera no se obtuvo porque la casi totalidad del batallón fue barrido por los defensor atrincherados. La calle quedó cubierta de combatientes, lo mismo que el interior de la trinchera cuyas zanjas sirvieron de sepultura a los propios defensores. La trinchera asaltada estuvo al mando del general Rafael Oquendo. A su lado se batió bravamente su ayudante Abelardo Madariaga, y fueron los actos destacados de valor de este oficial en la lucha cuerpo a cuerpo con los asaltantes, los que le conquistaron su ascenso a mayor el mismo día 13. Durante la noche de este día el batallón Gramalote, valiéndose de grandes bolas de trapo y de bagazo de cañas empapadas en petróleo, consiguió incendiar la trinchera de los Balkanes en la avenida 4.ª con calle 13. Este incendio llenó de furia a los revolucionarios, y aun cuando en la madrugada del día 4 intentó reconstruirla con ladrillo el coronel Manuel Valero, fue tomada en el curso de este día lo mismo que la de la avenida 3.ª
Fue así como la revolución desplazada de sus dos primeras trincheras, se refugió en la trinchera construida en la esquina de Dn. Florentino González, avenida 4.ª con calle 12.
Correspondió al batallón Tenerife la toma de esta 3.ª trinchera, repitiendo el asalto temerario de los batallones Casabianca y Gramalote. Esta trinchera fue tomada a sangre y fuego y con mortandades recíprocas, más fuertes para los sitiadores por carecer cada día de elementos de defensa. Los asaltos continuaron sobre las trincheras de las avenidas 5.ª, 6.ª y 7.ª hasta estrechar la revolución a la trinchera del parque Santander y a las del norte de la calle 8.ª.

### Abandono del sitio
En la noche del 15 de julio la revolución ante el estrechamiento a que había sido reducida y siendo imposible resistir por un día más, pues las municiones estaban agotadas, y las tropas defensoras se habían reducido a una tercera parte, no solo por el fuego enemigo sino por las enfermedades suscitadas en toda la ciudad sitiada, el jefe de la plaza general Benjamín Ruiz ordenó la evacuación hacia la media noche. El Estado Mayor encabezó la desocupación, y se ordenó al coronel Valero dirigir la retaguardia. Los primeros cuerpos lograron salir ocultamente y en orden por los potreros de La Garita, pero los de Retaguardia fueron descubiertos y perseguidos por el batallón Cúcuta, situado en “El Cocal “, muy cerca de La Garita Comandaban este batallón los hermanos Luis y José María Morales Berti. La persecución fue inclemente y mortal para la retaguardia. Su jefe el coronel Valero, ascendido después de muerto a general, perdió la vida a manos de los perseguidores. El mayor Ignacio Andrade Berti fue recogido herido con grave cinturonazo en la cabeza, del cual logró curar.
La revolución en su huida atravesó las haciendas de” La Ceiba “ propiedad de Don Juan Bosch, y de” El Tiro “, perteneciente a los Sayagos; cruzó enseguida el río Táchira por el llamado ‘ Paso del Burro “, y llegó a Ureña, en Venezuela.
El centro de la ciudad, o la parte encerrada por las barricadas, quedó en escombros por efecto de los tiroteos y los incendios. A partir del 16 las epidemias se desarrollaron con mayor intensidad y extensión, pues los cadáveres hacinados en las fosas de las trincheras, cubiertos apenas con latas de zinc, entraron en descomposición, extendiéndose rápidamente el tifo negrea el comercio de Cúcuta, que siempre ha sido fuerte e importante como puerto fronterizo, y que ha constituido la riqueza que la caracteriza, fue perjudicado hondamente, porque constituyó el principal abastecimiento de la revolución en víveres, licores, rancho y telas, aparte de las contribuciones de guerra que obligatoriamente se le impusieron por el general Ruiz. Fuera de esto sufrió nuevo aniquilamiento a la entrada de los vencedores, pues ya es sabido lo imposible que resulta para los jefes impedir los saqueos por parte de las tropas que en tales casos se dispersan y sustraen a las órdenes y vigilancia, para llevar a cabo reprobables abusos. Piénsese además que durante los 35 días que duró el asedio las fuerzas sitiado habían carecido de bebidas alcohólicas, las que ahora estaban a su disposición en almacenes y tiendas, los que fueron desocupados a mano fuerte, no lo para desquitarse de la abstención obligada, sino para resarcirse con el botín de guerra al cual consideraban con derecho en su condición de vencedores .
Un telegrama recibido de Bogotá cuatro días después de terminado el sitio relata lo acontecido:

Bogotá, julio 20 de 1.900 — Señor General Ramón González Valencia — Cúcuta— Día por día y con la mayor ansiedad os he seguido pasoa paso en la brillante campaña de Cúcuta. Como yo, la nación entera era presa de la más viva excitación, esperando anhelante la noticia de la rendición de Cúcuta que ayer tuve la satisfacción de comunicar a los cuatro vientos. Reconozco complacido, y así tengo el gusto de manifestaroslo, que vuestras disposiciones siempre acertadas y vuestra incansable actividad, fueron el factor en el espléndido resultado obtenido. Así lo ha manifestado a este Ministerio el valeroso cuanto modesto general Pinzón, vuestro digno amigo. Os envío, pues, mis entusiastas felicitaciones y doy gracias al Todo Poderoso por haberos sacado ileso en tantos días de sangrientas y porfiadas luchas.
Manuel Casabianca — Ministro de Guerra.

## 

Departamentos de la región de los Santanderes en 1908. El Departamento de Cúcuta en color morado.

## SigloXX

### Revolución industrial y desarrollo
Terminada la Guerra de los Mil Días en 1902 y la llegada del siglo XX, la Revolución industrial se expande en Cúcuta con la llegada de la aviación. Camilo Daza un pamplonés, fue el primer colombiano que en el año 1919 manejó un avión y por eso es reconocido como el precursor de la aviación en la nación.
Con el siglo se inició un período de florecimiento urbanístico también. En los años 1920 se inauguró el primer aeropuerto de Latinoamérica, siendo Colombia el primer país en tener aerolíneas comerciales. El Aeropuerto Internacional Camilo Daza se inauguró el 10 de octubre de 1971 por el entonces Presidente de la República, Misael Pastrana Borrero y su Ministro de Obras Públicas, Argelino Durán Quintero.
Por iniciativa del entonces Presidente de la Sociedad de Mejoras Públicas Juan Agustín Ramírez Calderón, se dio al aeropuerto el nombre de Camilo Daza como homenaje al pionero de la aviación en Colombia, quien el 2 de septiembre de 1922, surcó los espacios y colinas de Cúcuta, realizando su primer vuelo en el avión Santander, terminando exitosamente. Oficialmente se le dio el nombre de Aeropuerto Internacional Camilo Daza.
Como hecho curioso e histórico la ciudad fue visitada el 1 de septiembre de 1982 y el 18 de noviembre de 1986 por la Madre Teresa de Calcuta.

### Área metropolitana de Cúcuta
En 1991 mediante el Decreto n.º 000508 es creada el Área metropolitana de Cúcuta, compuesta por Cúcuta -como núcleo principal-, así como Villa del Rosario, Los Patios, El Zulia, Puerto Santander, y San Cayetano. Gracias a que esta conurbación existe legalmente se están desarrollando importantes proyectos para el desarrollo de la ciudad. Uno de ellos consiste en colocar dos peajes en las vías hacia Venezuela (uno en cada vía), con el fin de ampliar la Carretera Panamericana a 8 carriles, realizar mantenimiento a la Av. Libertadores, entre otras.

## SigloXXI

### Megaproyectos

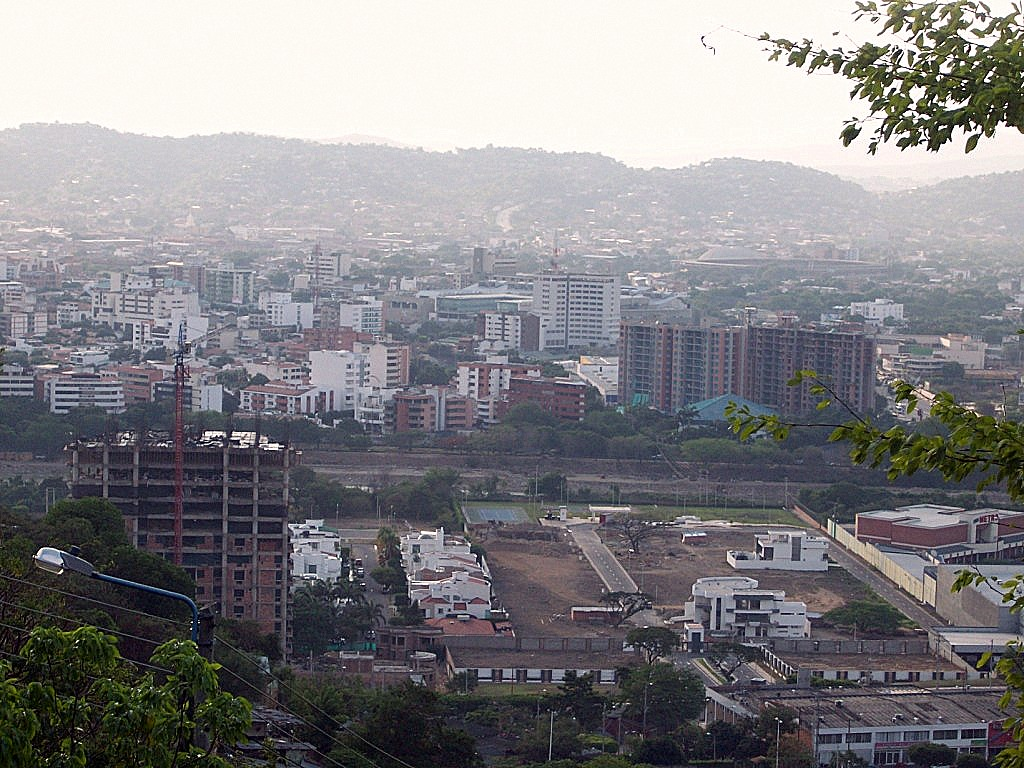
Cúcuta en el año 2010

En el 2004 Ramiro Suárez Corzo fue elegido como alcalde y a partir de su gobierno la ciudad ha tenido un gran desarrollo. Bajo su mandato se están ejecutando varios megaproyectos: la construcción de 6 puentes elevados, un centro de convenciones y un terminal de transporte. Asimismo se está ampliando la capacidad del Estadio General Santander de 20.000 a 45.000 espectadores.
Con la adjudicación de la licitación de los megaproyectos el 18 de julio de 2006, se consolida un gran cambio en la infraestructura urbana de la capital nortesantandereana, anunció el alcalde Ramiro Suárez Corzo, durante el acto de adjudicación que se llevó a cabo en el auditorio Alfredo Enrique Flórez de la Alcaldía Municipal.
El objetivo de los megaproyectos está orientado al fortalecimiento del componente de espacio público y de infraestructura vial, de tránsito y transporte contemplado en los instrumentos de planificación como lo son el Plan de Ordenamiento Territorial, Plan de Desarrollo del Municipio de San José de Cúcuta. “Estos son proyectos que habían sido proyectados por la administración del alcalde Enrique Cuadros y hoy por fin los vamos a hacer realidad”, dijo el mandatario municipal.
Los megaproyectos, que se financiarán con los recursos provenientes de la contribución de valorización por beneficio general, se adelantarán en la Redoma San Mateo, Redoma Aeropuerto, Puente La Gazapa, Intersección Avenida San Luis Ureña - Puente Gaitán Durán y la renovación urbana del sector central de Cúcuta.
Marcos Carrero Lemus, director de Planeación Municipal, señaló que esencialmente se busca mejorar los sistemas de movilidad existentes, previendo requerimientos futuros especialmente mediante la aplicación del sistema de transporte masivo, sumándose la construcción de estructuras a desnivel tales como pasos elevados que se ubicaran en las intersecciones de mayor densidad vehicular que forman el sistema vial estructurante del municipio.
En términos generales, lo que se pretende es garantizar que la inversión en los proyectos formule un adecuado ordenamiento del sistema de espacio público y del transporte y se realice dentro de determinado rango de confiabilidad, cumpliendo con requisitos y condiciones mínimas de capacidad vial, seguridad de desplazamientos, facilidad y uniformidad de operación, un buen nivel de servicio, un mínimo impacto negativo en cada zona y un cubrimiento total de los deseos de viajes o necesidades de recreación de todos los sectores que conforman el municipio y su área metropolitana”, explicó el director de Planeación. El plazo total de los diseños y ejecución de las obras es de doce meses, contados a partir del primero de septiembre.
El mencionadao alcalde al no estar de acuerdo con los resúltados del censo de 2005-2006 del Departamento Administrativo Nacional de Estadística (DANE) planea realizar su propio censo en enero de 2007, basándose en la legalidad.

### Resurgir económico
La entrada en vigencia del Tratado de Libre Comercio entre Colombia y Estados Unidos en el 2007 entrega posibilidades enormes a Cúcuta para que se desarrolle industrial y comercialmente debido su condición fronteriza. Las industrias de Venezuela colocarán sus fábricas en Cúcuta para exportar sus productos a Estados Unidos como si fuesen Colombianos, además a la ciudad llegarán productos del país del norte a precios muy bajos que serían adquiridos por los Venezolanos.
La empresa privada ha hecho grandes inversiones con la construcción de dos centros comerciales; Unicentro con 200 almacenes y Ventura Plaza con 300.
Cúcuta actualmente vive un auge inmobiliario, la construcción de zonas y edificios residenciales especialmente en el sur de la ciudad y en la clase alta han impulsado el desarrollo inmobiliario de esta, luego del cambio del POT que impedía la construcción de edificios mayores a 8 pisos.
En el 2005 el alcalde Ramiro Suárez Corzo le propuso al Consejo Municipal cambiar el POT para permitir la construcción de enormes edificios que convirtieran a Cúcuta en una gran urbe. La modificación fue aprobada por el órgano legislativo y ahora se están construyendo edificios de hasta 20 y 30 pisos.
En 2005 la Aeronáutica Civil de Colombia (enlace roto disponible en Internet Archive; véase el historial, la primera versión y la última). anunció enormes cambios para el Aeropuerto Internacional Camilo Daza, para transformarlo en uno de los más modernos de toda la nación.

### Actualidad
Cúcuta estuvo afectada por el Conflicto armado colombiano en las décadas de 1990 y primera década del siglo XXI, con grupos paramilitares y guerrillas comunistas, los cuales han operado en las ciudades bajo la modalidad de redes urbanas que persiguen sus propósitos. La violencia generada con estas actuaciones golpeó de manera más directa a los sectores más pobres, en el caso de Cúcuta a las comunas 6, 7 y 8 en particular. Las mayores cuotas de criminalidad en Cúcuta se registraron entre 1990 y 1991, especialmente por parte de las llamadas Autodefensas Unidas de Colombia (AUC) en sus redes urbanas que disputaban control territorial a la guerrilla; fue un periodo que coincidió con la guerra contra las mafias en Colombia.
La Defensoría del Pueblo en un informe de 2007 alertó sobre el alto riesgo de vulnerabilidad en la violación de los derechos humanos de ciertos sectores y gremios presentes en la ciudad. El 15 de diciembre de 2004 el Bloque Catatumbo y el frente paramilitar "La Gabarra" se desmovilizaron, lo que redujo los índices de criminalidad en la región. Especialmente este último frente operaba en el Área metropolitana de Cúcuta.
Tras la desmovilización de las AUC, surgieron grupos emergentes conocidos como Águilas Negras que fueron señalados como responsables del incremento de la violencia en 2006 y 2007 y que estarían amedrentando a la población civil, especialmente a los jóvenes, y disputándose el control de actividades ilegales como expendios de alucinógenos, casas de prostitución, tráfico de armas y drogas en barrios marginales de Cúcuta especialmente en la ciudadela Juan Atalaya. La presencia de este grupo ilegal se debió al interés de controlar el corredor natural El Catatumbo-Cúcuta-Venezuela utilizado para el tráfico de drogas y actividades ilegales que financian al grupo.
Desde el 2007 la ciudad mantiene un dinámico desarrollo urbano sostenido y un proceso de recuperación. En ese año se ejecutaron varios megaproyectos: la construcción de 5 puentes elevados, un centro de convenciones y una terminal de transporte. Asimismo se amplió la capacidad del Estadio General Santander de 20.000 a 45.000 espectadores. El (2010) es el plazo límite para conclusión del Sistema de Transporte Masivo “Metrobus”, un proyecto de infraestructura en transporte público que uniría todos los sectores de la ciudad.

### Desarrollo urbano

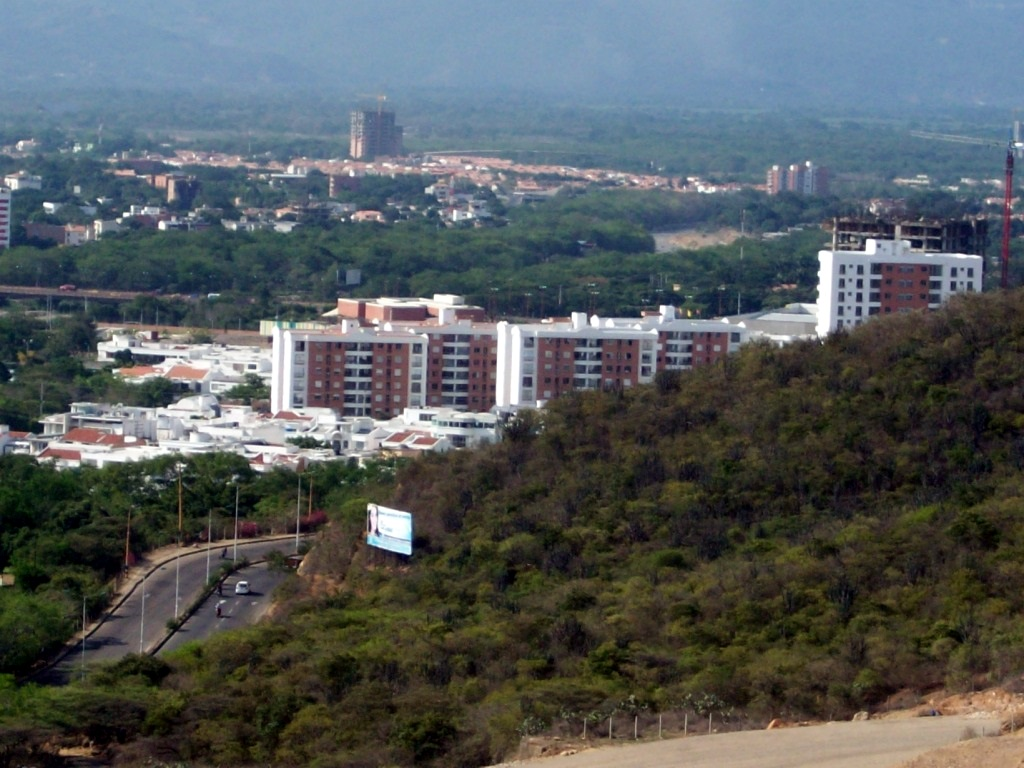
Sector de San Isidro.

Cúcuta a pesar de ser una ciudad con 942.946 habitantes tenía una restricción en el Plan de Ordenamiento Territorial-POT- que le impedía construir edificios de más de ocho pisos debido en gran parte al Terremoto de Cúcuta, que destruyó la urbe junto con su área metropolitana por completo el 18 de mayo de 1875.

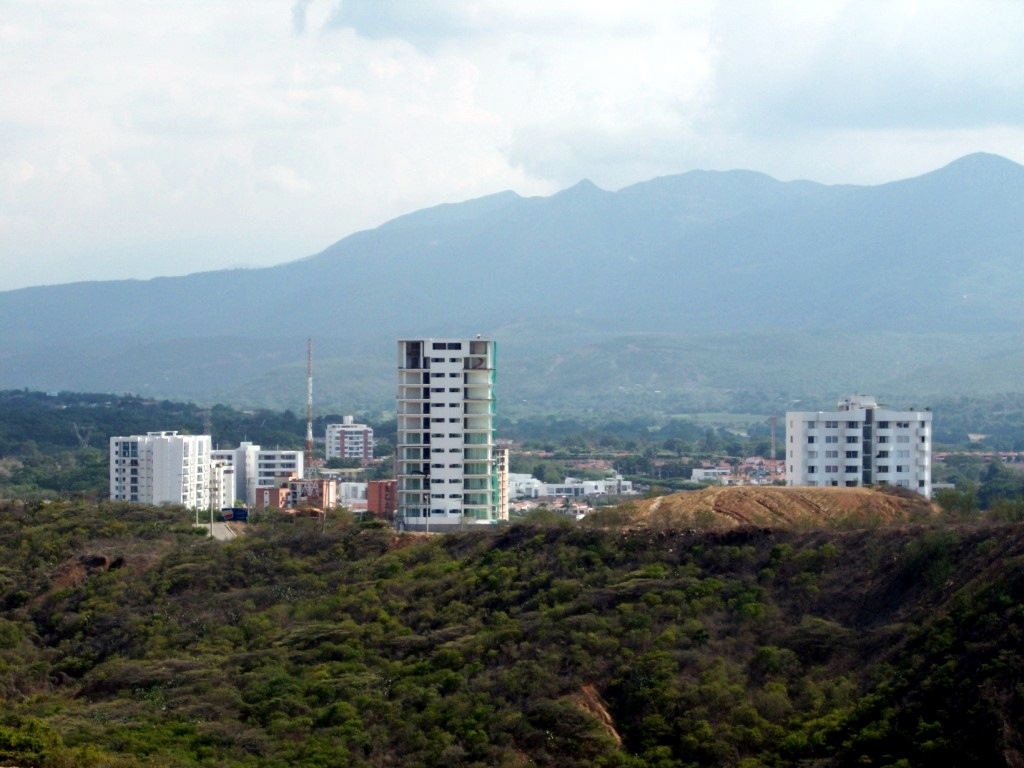
Sur de la ciudad.

En el 2005 la Administración Municipal junto con el Consejo Municipal cambiaron el POT para permitir la construcción de edificios más altos y así densificar más la ciudad. La modificación fue aprobada por el órgano legislativo y ahora se están construyendo edificios de hasta 20 y 30 pisos. Es así, que la ciudad en el 2007 contó con un crecimiento inmobiliario del 112%, liderando a nivel nacional la proporción de edificaciones construidas y transacciones inmobiliarias. En el mismo año, se duplicaron las ventas inmobiliarias.

## Créditos
1. Este artículo contiene material de la Gobernación de Norte de Santander que mediante una autorización lo liberó bajo la Licencia de Documentación Libre GNU.
2. Este artículo contiene material de CúcutaNuestra.com que mediante una autorización lo liberó bajo la Licencia de Documentación Libre GNU.

- Datos: Q9004145
- Multimedia: History of Cúcuta / Q9004145